# Kanton Saint-Gaultier
Kanton Saint-Gaultier (francouzsky Canton de Saint-Gaultier) je francouzský kanton v departementu Indre v regionu Centre-Val de Loire. Tvoří ho osm obcí.

## Obce kantonu
- Chitray
- Luzeret
- Migné
- Nuret-le-Ferron
- Oulches
- Rivarennes
- Saint-Gaultier
- Thenay